# Araeoncus curvatus
Araeoncus curvatus är en spindelart som beskrevs av Albert Tullgren 1955. Araeoncus curvatus ingår i släktet Araeoncus och familjen täckvävarspindlar. Inga underarter finns listade i Catalogue of Life.